# Lista postaci serii Death Note
Poniżej znajduje się lista bohaterów występujących w mandze i anime Death Note.

## Główni bohaterowie

### Misa Amane

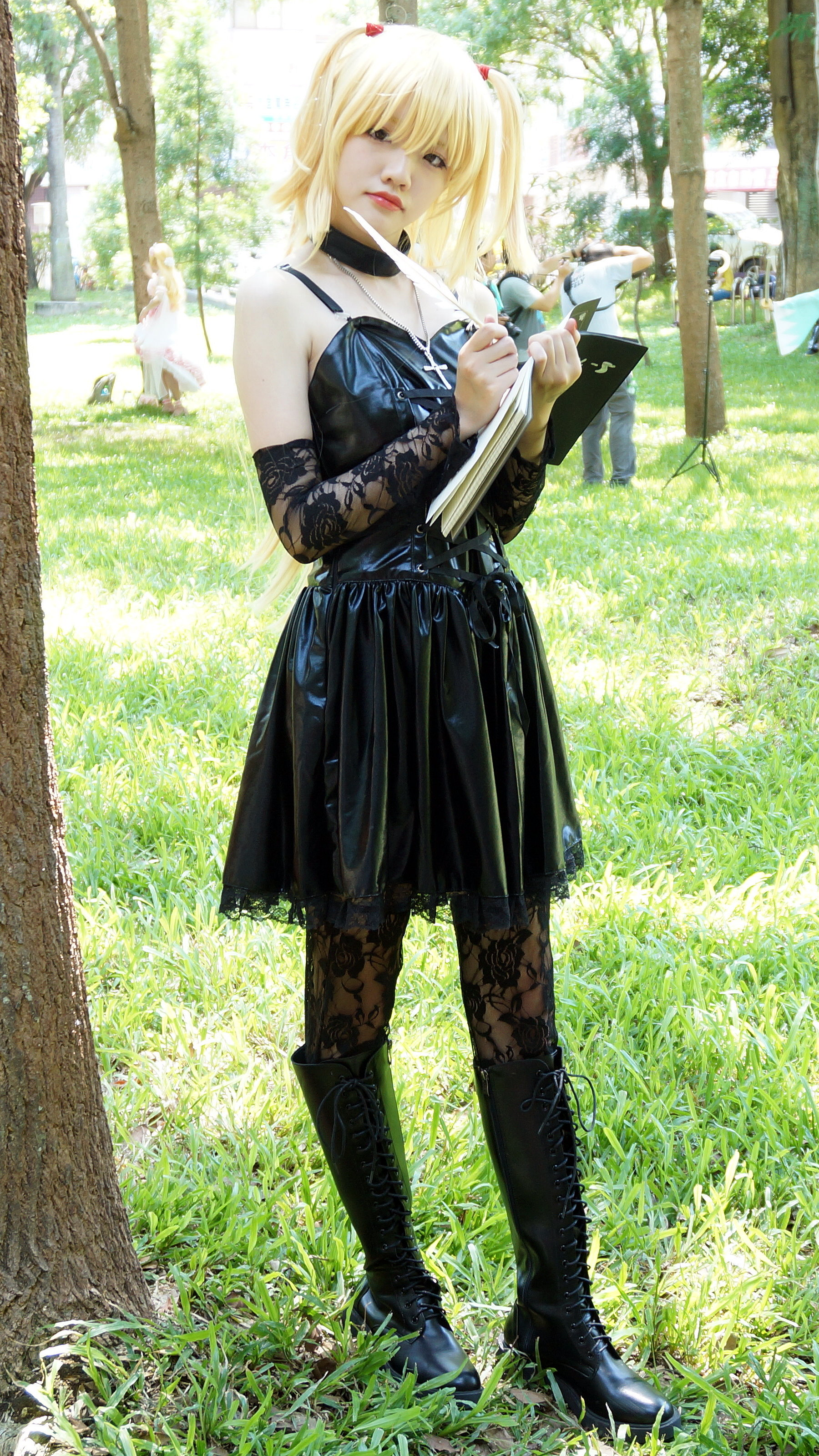
Cosplayerka przebrana za Misę

Debiut: rozdział 25: „Głupiec”; odcinek 12: „Miłość”
Data urodzenia: 25 grudnia 1984
Data śmierci: 14 lutego 2011 (tylko w mandze)
Pseudonim: Misa-Misa, Drugi Kira.
Seiyū: Aya Hirano
Misa Amane (jap. 弥 海砂 Amane Misa) – jest popularną japońską modelką i aktorką, a także drugim Kirą, której towarzyszy shinigami Rem. Szuka kontaktu z Lightem przez wysyłane do stacji telewizyjnych kasety z wiadomościami. Gdy udaje im się spotkać, zakochuje się w nim i staje mu się bezgranicznie oddana. Za połowę pozostałego życia, wymieniła ona oczy shinigami z Rem, dzięki czemu może poznać tożsamość osoby, patrząc na jej twarz. W przeszłości została napadnięta, a shinigami Gelus uratował jej życie wpisując imię napastnika do Notesu Śmierci, tym samym poświęcając swoje życie. Rem wówczas podarowała Misie Notes Gelusa. W pewnym momencie Misa zrzekła się swojego Notatnika, lecz kiedy odzyskała wspomnienia, ponownie wymieniła oczy shinigami z Ryūkiem, skracając swoje życie o połowę. Nieco później Light obejmuje stanowisko L'a, Misa wprowadza się do jego apartamentu i przez kilka następnych lat żyją jak typowa para. Podczas wypełniania kolejnej misji powierzonej Misie, dziewczyna zrzeka się swojego Death Note'a – tym samym staje się zwykłą kobietą, pozbawioną wspomnień o shinigami. Według autora mangi, Misa popełniła samobójstwo po śmierci Lighta.

### Near
Debiut: rozdział 59: „Zero”; odcinek 26: „Reinkarnacja”
Data urodzenia: 24 sierpnia 1991
Prawdziwa tożsamość: Nate River
Pseudonim: Near, N, Trzeci L
Seiyū: Noriko Hidaka
Near (jap. ニア Nia), a właściwie Nate River (jap. ネイト・リバー Neito Ribā) –  chłopiec wychowany w Wammy's House jako potencjalny następca L, do którego jest podobny pod względem wyjątkowości. Z zachowania i braku prowadzenia życia społecznego także przypomina detektywa, jednak zamiast notorycznego spożywania słodyczy – preferuje zabawki i puzzle. Gdy dowiaduje się o śmierci L'a, postanawia kontynuować jego dzieło i odkryć tajemnicę zagadkowych morderstw, jednocześnie przyjmując propozycję współpracy z Mello. Na skutek pożaru, jaki spowodowała, jego zwłoki zostały spalone. Sprzymierza się wówczas z prezydentem USA i agentami FBI, a następnie tworzy specjalną grupę ds. ścigania Kiry – Special Provision for Kira (SPK). Od samego początku podejrzewa, że Light może być Kirą, choć jego podejrzenia sięgają 7%. Po śmierci, agentów Near współpracuje tylko z Anthonym Lesterem, Halle Lidner i Stevenem Gevannim i dzięki nim odkrywa, że czwartym Kirą jest prokurator Teru Mikami. Kiedy upewnia się co do tożsamości Lighta, organizuje spotkanie amerykańskiej i japońskiej grupy śledczej i udowadnia zebranym winę Yagamiego.

## Shinigami

### Rem
Debiut rozdział 25: „Głupiec”; odcinek 11 „Wejście”
Seiyū: Kimiko Saitō
Rem (jap. レム Remu) – shinigami (bóg śmierci) w świecie Death Note, towarzysząca Misie Amane. W przeciwieństwie do Ryūka, Rem nie szukała rozrywki w świecie ludzi. Zstąpiła do świata ludzi, ze względu na Misę, którą kochała. Wiedziała, że shinigami można zabić, poprzez zakłócenie czasu życia człowieka, którego bóg śmierci kocha. Zginęła, ratując życie swojej podopiecznej, poprzez wpisanie do Notesu imion Watariego oraz L'a.

## Postacie drugoplanowe

### Mello
Debiut: rozdział 59: „Zero”; odcinek 27: „Porwanie”
Data urodzenia: 13 grudnia 1989
Data śmierci: 26 stycznia 2010
Prawdziwa tożsamość: Mihael Keehl
Pseudonim: Mello, M
Seiyū: Nozomu Sasaki
Mello (jap. メロ Mero) – sierota wychowany w Wammy's House. Jego prawdziwe nazwisko to Mihael Keehl (jap. ミハエル・ケール Mihaeru Kēru). Dom dziecka w którym się znalazł był przeznaczony dla wybitnie uzdolnionych dzieci, gdzie głównym celem było wychować następcę L. Na egzaminach ciągle zajmował drugie miejsce (zaraz po Near) z czego zrodził się w nim kompleks niższości i nienawiść do każdego, kto go w jakiejkolwiek dziedzinie przewyższał. Od tamtego czasu gdy o nim wspomina ma jakby tik, jedno oko mu się „przymyka”. Po śmierci L, postanowił odejść z domu dziecka i wstąpi w szeregi jednej z mafii w Los Angeles. Porwał szefa japońskiej policji, a następnie Sayu Yagami, co (dzięki szantażowi) sprawiło, iż Light przekazał mu Notatnik Śmierci. Po ataku japońskiej grupy szukającej Kiry na mafię, Mello wysadza w powietrze ich siedzibę uciekając z blizną po lewej stronie twarzy. Następnie, razem z Mattem porywają Kiyomi Takadę.
Mihael Keehl ginie na zawał serca po tym jak Takada napisała jego imię na skrawku papieru z Death Note'a. Na skutek pożaru, jaki spowodowała, jego zwłoki zostały spalone.

### Teru Mikami
Debiut: rozdział 81: „Ostrzeżenie”; odcinek 31: „Transfer”
Data urodzenia: 7 czerwca 1982
Data śmierci: 7 lutego 2010 (w anime 28 stycznia 2013)
Pseudonim: Czwarty Kira, T, X-Kira
Seiyū: Masaya Matsukaze
Teru Mikami (jap. 魅上 照 Mikami Teru) – jeden z bohaterów Death Note, prokurator. Jest wybrany przez Lighta na następcę Kiry, kiedy on nie mógł wykonać żadnego kolejnego posunięcia. Gdy Light zorientował się, że używanie notesu przez Misę jest niemożliwe, przekazał Misie, by ona wyrzekła się notesu i przesłała do innego zwolennika. Wymienił z Ryūkiem oczy shinigami w zamian za połowę pozostałego mu życia. W przeszłości często stawał w obronie słabszych przez co sam był prześladowany. Miał tak wysokie poczucie sprawiedliwości, że postanowił zostać prokuratorem, ale przez kilka incydentów z przeszłości i porównywania tego do działań Kiry – stał się jego wielkim zwolennikiem, a samego Lighta nazywa bogiem (jap. 神 Kami).
U niego widać pewną różnicę śmierci – w mandze, umiera on w więzieniu (przyczyna nie jest znana – możliwe, że to z powodu oczu shinigami, które skróciły mu pozostałe życie o połowę). W anime przebija klatkę piersiową długopisem, by odwrócić uwagę Neara i umożliwić Lightowi ucieczkę.

### Watari
Debiut: rozdział 2: „L”; odcinek 2: „Rozgrywka”
Data urodzenia: 1 maja 1933
Data śmierci: 5 listopada 2004
Prawdziwa tożsamość: Quillsh Wammy
Pseudonim: Watari
Seiyū: Kiyoshi Kobayashi
Quillsh Wammy (jap. キルシュ・ワイミー Kirushu Waimī) – znany również jako Watari (jap. ワタリ), jest pomocnikiem L'a oraz dostawcą informacji dla grupy śledczej ścigającej Kirę. Zanim uformowano zespół, był jedyną osobą, która znała tożsamość L'a i miała z nim kontakt. Jest znanym wynalazcą, który za pieniądze zarobione na licznych patentach, założył Wammy's House – sieć sierocińców na całym świecie, przeznaczonych dla uzdolnionych dzieci (m.in. w Winchesterze). Watari jest doskonale wyszkolony w szpiegostwie; jest także świetnym strzelcem.
Ginie, gdy shinigami Rem zapisuje jego imię w jej Notatniku. Konając, nacisnął przycisk usuwania danych, tak jak umówił się wcześniej z L'em, co miało zapobiec przechwyceniu informacji przez Kirę.

## Japońska grupa śledcza

### Sōichirō Yagami
Debiut: rozdział 2: „L”; odcinek 2: „Rozgrywka”
Data urodzenia: 11 lipca 1955
Data śmierci: 11 listopada 2009
Pseudonim: Szef Yagami, Juro Asashi
Seiyū: Naoya Uchida
Sōichirō Yagami (jap. 夜神 総一郎 Yagami Souichirou) – ojciec Lighta i szef japońskiej grupy śledczej, tropiącej Kirę. Jest nieświadomy tego, że to jego syn jest posiadaczem Notesu Śmierci. W początkowym etapie śledztwa, z powodu przepracowania przeszedł zawał. Od samego początku współpracy z L'em odrzucał podejrzenia detektywa wobec Lighta. Z tego powodu dobrowolnie dał się uwięzić w czasie, gdy jego syn przebywał w celi. Następnie, zabrał Lighta i Misę na ustawioną egzekucję, grożąc, że zabije ich oboje, a następnie popełni samobójstwo. Po śmierci L'a, kontynuuje współpracę z grupą śledczą, której przewodzi jego syn. Gdy Mello porywa jego córkę, Sayu, szef Yagami zmuszony jest oddać mu Notatnik Śmierci. Wkrótce potem wymienia oczy shinigami z Ryūkiem, jednak z powodu silnego poczucia sprawiedliwości, nie potrafi z nich skorzystać i zabić Mello. Niedługo potem umiera w szpitalu, w wyniku odniesionych ran (ponieważ Light zrzekł się Notesu, Sōichirō zmarł, będąc nieświadomym prawdziwej tożsamości Kiry).

### Shūichi Aizawa
Debiut: rozdział 2: „L”; odcinek 2: „Rozgrywka”
Data urodzenia: 11 maja 1969
Pseudonim: Aihara
Seiyū: Keiji Fujiwara
Shūichi Aizawa (jap. 相沢周市 Aizawa Shuuichi) – jest członkiem grupy dochodzeniowej w sprawie Kiry. Jest poważny zdecydowany. W momencie, w którym okazuje się, że politycy przyjmowali łapówki od Kiry by wymusić na policji zaprzestanie śledztwa, wszyscy członkowie są zmuszeniu opuścić szeregi stróżów prawa i działać w grupie dochodzeniowej jako cywile. Ponieważ Aizawa ma na utrzymaniu rodzinę, pozostaje w policji i odchodzi z grupy L'a. Udziela wsparcia L'owi podczas pościgu za Higuchim, a po śmierci detektywa wraca do grupy. Jest jedynym z członków, który poważnie podejrzewał Lighta, o to, że może być Kirą, zwłaszcza po śmierci L'a.

### Tōta Matsuda
Debiut: rozdział 2: „L”; odcinek 2: „Rozgrywka”
Data urodzenia: 14 grudnia 1978
Pseudonim: Taro Matsui, Taichiro Yamashita
Seiyū:  Ryō Naitō
Tōta Matsuda (jap. 松田桃太 Matsuda Touta) – jest członkiem grupy dochodzeniowej w sprawie Kiry. Jest entuzjastyczny, szczery, lecz brak doświadczenia powoduje, że hamuje on proces dochodzeniowy. Ma skłonności do lekkomyślnych działań. Od samego początku głęboko wierzył w niewinność Lighta. Po odejściu ze służby, Matsuda działał pod przykrywką, jako agent Misy Amane. Po kryjomu dostał się do siedziby Yotsuby, chcąc wykryć kto jest Kirą. Jego samowolna akcja doprowadziła, do tego, że musiał upozorować swoje samobójstwo, by reszta grupy mogła go uratować. To on postrzelił Lighta, kiedy wyszło na jaw, że to on był posiadaczem Notesu Śmierci.

### Kanzō Mogi
Debiut: rozdział 2: „L”; odcinek 2: „Rozgrywka”
Data urodzenia: 13 września 1973
Pseudonim: Kanichi Moji
Seiyū: Kazuya Nakai
Kanzō Mogi (jap. 模木 完造 Mogi Kanzou) – członek grupy śledczo-dochodzeniowej w sprawie Kiry. Zajmuje się głównie zbieraniem i przekazywaniem informacji. Jest skuteczny, zmotywowany i milczący.

### Hideki Ide
Debiut: rozdział 2: „L”; odcinek 5: „Taktyki”
Data urodzenia: 29 września 1969
Seiyū: Hideo Ishikawa
Hideki Ide (jap. 伊出英基 Ide Hideki) – członek grupy śledczo-dochodzeniowej w sprawie Kiry. Nie zgadza się z postępowaniem L'a, dlatego opuszcza grupę. Wraz z Aizawą bierze udział w policyjnym pościgu wspierającym grupę L'a za Higuchim. Po śmierci detektywa wraca do grupy.

### Hirokazu Ukita
Debiut: rozdział 2: „L”; odcinek 5: „Taktyki”
Data urodzenia: 9 listopada 1977
Data śmierci: 18 kwietnia 2004
Seiyū: Hidenobu Kiuchi
Hirokazu Ukita (jap. 宇生田 広数 Ukita Hirokazu) – członek grupy śledczo-dochodzeniowej w sprawie Kiry. Podczas gdy telewizja Sakura emituje nagrania Kiry, Ukita podejmuje samowolną próbę pacyfikacji telewizji w celu przerwania transmisji. Ginie z ręki drugiego Kiry, który może poznać tożsamość osób patrząc na ich twarze.

## Członkowie SPK

### Anthony Lester
Debiut: rozdział 60: „Porwanie”; odcinek 27: „Porwanie”
Data urodzenia: 6 stycznia 1968
Prawdziwa tożsamość: Anthony Carter
Pseudonim Anthony Lester
Seiyū: Masaki Aizawa
Anthony Carter (jap. アンソニーカーター Ansonī Kātā) – znany również jako Anthony Lester (jap. アンソニー・レスター Ansonī Resutā), jest dowódcą specjalnego oddziału zbrojnego, a także zastępcą lidera SPK. Jest uczciwym i najbardziej zaufanym podwładnym Neara.

### Steven Gevanni
Debiut: rozdział 60: „Porwanie”; odcinek 27: „Porwanie”
Data urodzenia: 1 września 1982
Prawdziwa tożsamość: Steven Loud
Pseudonim Steven Gevanni
Seiyū: Hiroki Takahashi
Stephen Loud (jap. ステファン・ラウド Sutefan Raudo) – znany także jako Steven Gevanni (jap. ステファン・ジェバンニ Sutefan Jebannī) – jest jednym z członków SPK. Najczęściej zajmował się śledzeniem (zwłaszcza Mikamiego), podsłuchami, a także otwieraniem zamków.

### Halle Lidner
Debiut: rozdział 60: „Porwanie”; odcinek 27: „Porwanie”
Data urodzenia: 18 lutego 1980
Prawdziwa tożsamość: Halle Lidner
Pseudonim: Halle Bullock
Seiyū: Akeno Watanabe
Halle Bullock (jap. ハルブロック Haru Burokku) – znana także jako Halle Lidner (jap. ハル・リド ナー Haru Ridonā) jest jedną z członkiń SPK. Wstąpiła do SPK, by pomścić jej krewnego, który został zamordowany przez Higuchiego. W przeszłości była szpiegiem. Oprócz pomocy Nearowi była także łączniczką pomiędzy nim a Mello.

## Postacie epizodyczne

### Kyōsuke Higuchi
Debiut: rozdział 37: „Ośmiu”; odcinek 17: „Egzekucja”
Data urodzenia: 6 czerwca 1972
Data śmierci: 28 października 2004
Pseudonim: Trzeci Kira
Seiyū: Issei Futamata
Kyōsuke Higuchi (jap. 火口 卿介 Higuchi Kyousuke) – jest jednym z członków korporacji Yotsuba., pracującym w sekcji odpowiedzialnej za nowe technologie. Kiedy Light zrzekł się posiadania Notesu Śmierci, to Higuchi dokonywał osądów przestępców. Jego tożsamość została ujawniona dzięki temu, że członkowie grupy śledczej zaszantażowali jednego z pracowników Yotsuby – Reiji Nakamiwę. Higuchi ginie, gdy po schwytaniu przez policję Light wpisuje jego imię do Notatnika.

### Kiyomi Takada
Debiut: rozdział 31: „Proste”; odcinek 14: „Przyjaciel”
Data urodzenia: 12 lipca 1985
Data śmierci: 26 stycznia 2010
Pseudonim: Piąty Kira
Seiyū: Maaya Sakamoto
Kiyomi Takada (jap. 高田 清美 Takada Kiyomi) – przyjaciółka i sympatia Lighta z czasów studenckich. Kiedy ona i Light po latach znowu się spotkali, za sprawą dochodzenia ws. Kiry, chłopak wyjawił jej swoją prawdziwą tożsamość. Wówczas ona została rzeczniczką Kiry i łączniczką pomiędzy Lightem a Mikamim. Zostaje porwana przez Mello i ginie, gdy Light wpisuje jej imię do Notesu Śmierci (pozorując jej samobójstwo).

### Hitōshi Demegawa
Debiut: rozdział 22: „Nieszczęście”; odcinek 11: „Wejście”
Data urodzenia: 4 kwietnia 1966
Data śmierci: 28 listopada 2009
Seiyū: Chafūrin
Hitōshi Demegawa (jap. 出目川 仁 Demegawa Hitoushi) – jest dyrektorem Sakura TV. Gdy Misa Amane wysyła kasety wideo w celu zwrócenia na siebie uwagi prawdziwego Kiry, Demegawa stara się to wykorzystać do podniesienia oglądalności. Po śmierci L'a, Demegawa pojawia się jako rzecznik Kiry, lecz zostaje zabity przez Teru Mikamiego.

### Aiber
Debiut: rozdział 40: „Współpracownicy”; odcinek 18: „Towarzysze”
Data urodzenia: 17 lipca 1969
Data śmierci: 7 kwietnia 2005
Prawdziwa tożsamość: Tierry Morrello
Pseudonim: Aiber, A, John Wallace, Eraldo Coil
Seiyū: Takuya Kirimoto
Aiber (jap. アイバー Aibā) – jego prawdziwe nazwisko to Tierry Morrello (jap. ティエリ・モレロ Tieri Morero). Jest przestępcą zatrudnionym przez L'a podczas szpiegowania korporacji Yotsuba. W przeszłości był oszustem, który potrafi wydobywać z ludzi ważne informacje. W mandze, po śmierci L'a, Light wpisuje jego prawdziwe nazwisko do notesu.

### Wedy
Debiut: rozdział 40: „Współpracownicy”; odcinek 18: „Towarzysze”
Data urodzenia: 2 listopada 1974
Data śmierci: 10 stycznia 2005
Prawdziwa tożsamość: Merrie Kenwood
Pseudonim: Wedy, W
Seiyū: Miki Nagasawa
Wedy (jap. –ウエディ Uedi) – jej prawdziwe nazwisko to Merrie Kenwood (jap. メリー・ケンウッド Merī Ken'uddo). Jsst przestępczynią, zatrudnioną przez L'a podczas szpiegowania korporacji Yotsuba. W przeszłości była złodziejką, która potrafi otwierać zamki i łamać szyfry. Ginie w wypadku motocyklowym, zaaranżowanym przez Lighta.

### Sachiko Yagami
Debiut: rozdział 1: „Nuda”; odcinek 1: „Odrodzenie”
Data urodzenia: 10 października 1962
Seiyū: Ai Satō
Sachiko Yagami (jap. 夜神 幸子 Yagami Sachiko) – matka Lighta i Sayu oraz żona Sōichirō. Nie wiedziała o podejrzeniu, że jej syn może być Kirą, o kamerach zainstalowanych w domu ani o prawdziwych powodach śmierci Lighta. Zajmowała się domem i dziećmi, nie wykonując żadnego zawodu.

### Sayu Yagami
Debiut: rozdział 3: „Rodzina”; odcinek 2: „Konfrontacja”
Data urodzenia: 18 czerwca 1989
Seiyū: Haruka Kudō
Sayu Yagami (jap. 夜神 粧裕 Yagami Sayu) – młodsza siostra Lighta. Jest nieświadoma posiadania przez brata Notesu Śmierci. Często prosi brata o pomoc w nauce. Została uprowadzona przez Mello, a następnie uratowana przez swojego ojca.